# Fredrik Andersson
Fredrik Andersson (ur. 30 czerwca 1975 w Sztokholmie) – szwedzki muzyk i kompozytor, multiinstrumentalista, a także producent muzyczny i inżynier dźwięku. Fredrik Andersson znany jest przede wszystkim z występów w zespole Amon Amarth w którym grał na perkusji w latach 1998-2015. Zastąpił go Jocke Walgren. Wcześniej był członkiem zespołów A Canorous Quintet i Guidance of Sin.
Muzyk jest endorserem instrumentów firm Pearl, Evans, Vic Firth i Meinl.

## Dyskografia
- Unleashed – Across the Open Sea (1993, Century Media Records, inżynieria dźwięku)[10]
- Unleashed - Victory (1995, Century Media Records, inżynieria dźwięku, produkcja muzyczna)[11]
- Unleashed - Warrior (1997, Century Media Records, inżynieria dźwięku, produkcja muzyczna)[12]
- Amon Amarth – The Avenger (1999, Metal Blade Records)
- Guidance of Sin - Soulseducer (1999, Mighty Music)[13]
- Amon Amarth - The Crusher (2001, Metal Blade Records)
- Amon Amarth - Versus the World (2002, Metal Blade Records)
- Amon Amarth - Fate of Norns (2004, Metal Blade Records)
- This Ending - Inside the Machine (2006, Metal Blade Records)[14]
- Amon Amarth - With Oden on Our Side (2006, Metal Blade Records)
- Unleashed - Viking Raids 1991-2004 (2008, Century Media Records, produkcja muzyczna)[15]
- Amon Amarth - Twilight of the Thunder God (2008, Metal Blade Records)
- This Ending - Dead Harvest (2009, Metal Blade Records)[16]
- Amon Amarth - Surtur Rising (2011, Metal Blade Records)
- Amon Amarth - Deceiver of the Gods (2013, Metal Blade Records)